# 郑州加州工业城
郑州加州工业城是一个原计划由美国加利福尼亚州有关企业总投资500亿美元在中國河南省郑州市郑东新区建设总面积达46平方公里的工业城，工业城的建设涵盖了环保、高科技和教育等多个领域。然而，该工业城项目被温家宝主政时期的中国国务院以不符合土地利用规划、未取得建设用地指标为由予以阻挠。2006年9月，该项目被温家宝主政时期的国务院强行取缔。

## 历程
自2003年开始美国加利福尼亚州开始在中国寻找适合的城市建设工业城，美国考察团综合郑州的区位优势后，于2004年9月10日确定加州工业城项目落户郑州。
2005年7月23日，时任河南省委书记徐光春和洛杉矶市长维拉莱构沙在洛杉矶出席加州工业园签字仪式。2005年11月15日，时任河南省副省长史济春与加州州长施瓦辛格在北京会面，双方就郑州加州工业城项目交换了意见，施瓦辛格认为这一项目将为加州的企业在中国投资和发展提供一个很好的平台。
2006年3月，加州工业城项目正式启动，5月27日，河南省相关官员和美国堪萨斯州副州长约翰·埃迪·莫尔在郑州出席加州工业城项目奠基仪式。
2006年9月，时任中国国务院总理温家宝召开国务院常务会议，在听取了中国国土资源部、中国监察部对郑州市批准征收占用土地建设龙子湖高校园区案件调查情况的汇报后，中国国务院认可为违法用地的认定，从而要求严肃处理。加州工业城项目因为没有获得用地指标，也随之夭折。但此事，引起不具名的郑东新区某管委会副主任对政策公平与否的质疑。

## 参看
- 河南平坟运动
- 郑东新区